# Hainsacker
Hainsacker ist ein Ortsteil des Marktes Lappersdorf im Oberpfälzer Landkreis Regensburg.

## Geographie
Das Pfarrdorf liegt drei Kilometer nordwestlich des Kernortes und ist mit diesem über die Kreisstraße R 15 beziehungsweise über die Kreisstraßen R 18 und R 26 verbunden.

## Ortsname
Der Name des Ortes Hainsacker enthält in seinem Grundwort den Hinweis auf eine bebaute Grundfläche, ein Ackerland. Das Bestimmungswort ist in allen Fällen ein Personenname. Älteste Formen für Hainsacker sind Heimesacker, Heimsacker, so 1224 und 1249. Der Name bedeutet also Grundbesitz eines Haimo.

## Geschichte
Im Jahre 40 v. Chr. bekam ein ehemaliger römischer Soldat das Land geschenkt. Es gibt Vermutungen, der Ortsname sei vom Namen des Soldaten, Hermes, abgeleitet. Allerdings lässt die Kombination von Hain und Acker auch rein germanische Deutungen zu. Möglich ist auch die Namensableitung von Heinrichsacker. 1105 fand nördlich vor Regensburg eine Schlacht Heinrichs IV. gegen seinen Sohn Heinrich V. statt. Erste schriftliche Erwähnung fand der Ort im 12. Jahrhundert. Urkundlich wird Hainsacker erstmals 1224 erwähnt. Danach schenkte der adelige Ulricus De Operichtesdorf dem Pfarrer Bernhardus in Hainsacker einen Weingarten, auf dem jedoch eine Hypothek von 12 Pfund Regensburger Pfennig lastete. Der Pfarrer konnte diese Schuld nicht tilgen, weshalb er den Weingarten um 16 Pfund Regensburger Pfennig an den Deutschherrenorden in Regensburg verkaufte.
Dieser Eintrag bestätigt die Existenz der Pfarrei Hainsacker im Jahre 1224. Es gibt Autoren, die dem Entstehen einer Pfarrei – mindestens 160 Seelen – einen Zeitraum von 100 bis 200 Jahren einräumen.
Später siedelten vor allem Kaufleute aus dem reichen Regensburg in Hainsacker. Diese finanzierten im 18. Jahrhundert den Bau einer sehenswerten barocken Kirche.
Die Gemeinde Hainsacker gehörte bis zu dessen Auflösung zum Bezirksamt Stadtamhof und kam am 1. Oktober 1929 zum Bezirksamt Regensburg. Am 1. Mai 1978 wurde sie in die Gemeinde Lappersdorf eingegliedert. Sie bestand aus den Gemeindeteilen Altenried, Aschach, Baiern, Benhof, Faulwies, Geiersberg, Hainsacker, Harreshof, Kaulhausen, Knieschlag, Landlhof, Lorenzen, Schwaighausen, Schwärz, Steinhof, Stettwies, Unterkaulhausen und  Ziegelhütte und hatte eine Fläche von etwa 2029 Hektar.

## Kultur und Sehenswürdigkeiten
- Kirche St. Ägidius, erbaut 1737 bis 1742.
- St. Franziskus Besinnungsweg, eröffnet 2005
- Permanenter Wanderweg der Wanderfreunde Hainsacker, eröffnet 2006
- Katholisches Pfarrhaus, Ende 19. Jahrhundert

## Infrastruktur
In der Grundschule Hainsacker wurden im Schuljahr 2018/2019 von neun hauptamtlichen Lehrkräften 160 Schüler unterrichtet.
Hainsacker besitzt ein eigenes Industriegebiet sowie ein Hotel und einen Sportverein mit 13 Abteilungen und etwa 1000 Mitgliedern. Die Müllentsorgungsfirma „Meindl“ hat ihren Sitz im Industriegebiet, welche einen Großteil der Abfälle im Landkreis Regensburg entsorgt. Im Flurstück Schwaighauser Forst bei Hainsacker werden noch größere Mengen von Rüstungsaltlasten vermutet.
Seit dem Jahr 2015 gibt es mit dem Hartl Bräu wieder eine aktive Brauerei in Hainsacker.
Im Industriegebiet „Am Kufholz“ befindet sich außerdem das Feuerwehrhaus der Freiwilligen Feuerwehr Hainsacker, welche eine der vier Feuerwehren des Marktes Lappersdorf ist.
Der Fuhrpark besteht aus einem Hilfeleistungslöschgruppenfahrzeug (HLF 20/20), einem Gerätewagen Logistik (GW-L1) und einem Utility-Task-Vehicle (UTV). Zum Einsatzgebiet der Feuerwehr gehören die Ortschaften Hainsacker, Schwaighausen Baiern, Lorenzen und Hönighausen, in welchem sie jährlich ca. 80 Einsätze fährt.